# Porcari
Porcari es una localidad italiana de la provincia de Lucca, región de Toscana, con 14.334 habitantes.

Ubicación de la ciudad de Porcari dentro de la provincia de Lucca.

## Evolución demográfica
| Gráfica de evolución demográfica de Porcari entre 1861 y 2001 |
|                                                               |
| Fuente ISTAT - Elaboración gráfica por parte de Wikipedia     |